# 創知中學
創知中學，原名「旺角勞工子弟學校」及「勞工子弟中學」（英語：Workers' Children Secondary School），簡稱「勞校」，是香港的一所直資中學，創辦於1946年。辦學團體為香港勞校教育機構。
創知中學是香港「傳統愛國學校」之一，初期主要為解決當時工人子弟的嚴重失學問題，具有工人教育事業及社會福利事業性質。隨著香港教育的發展，現在已廣收各階層的青少年入學。2018年4月30日，辦學團體香港勞校教育機構決定將校名更改為創知中學，並於2018年9月1日起生效。
在2022年初，該校辦學團體—香港勞校教育機構，聯同另外五個左派辦學團體（香島教育機構、培僑教育機構、香港福建商會教育基金、漢華教育機構、香港教育工作者聯會）組成「香港華夏教育機構」，致力於加強辦學團體、學校之間的聯繫，共同關注和促進香港教育的發展。

## 歷史

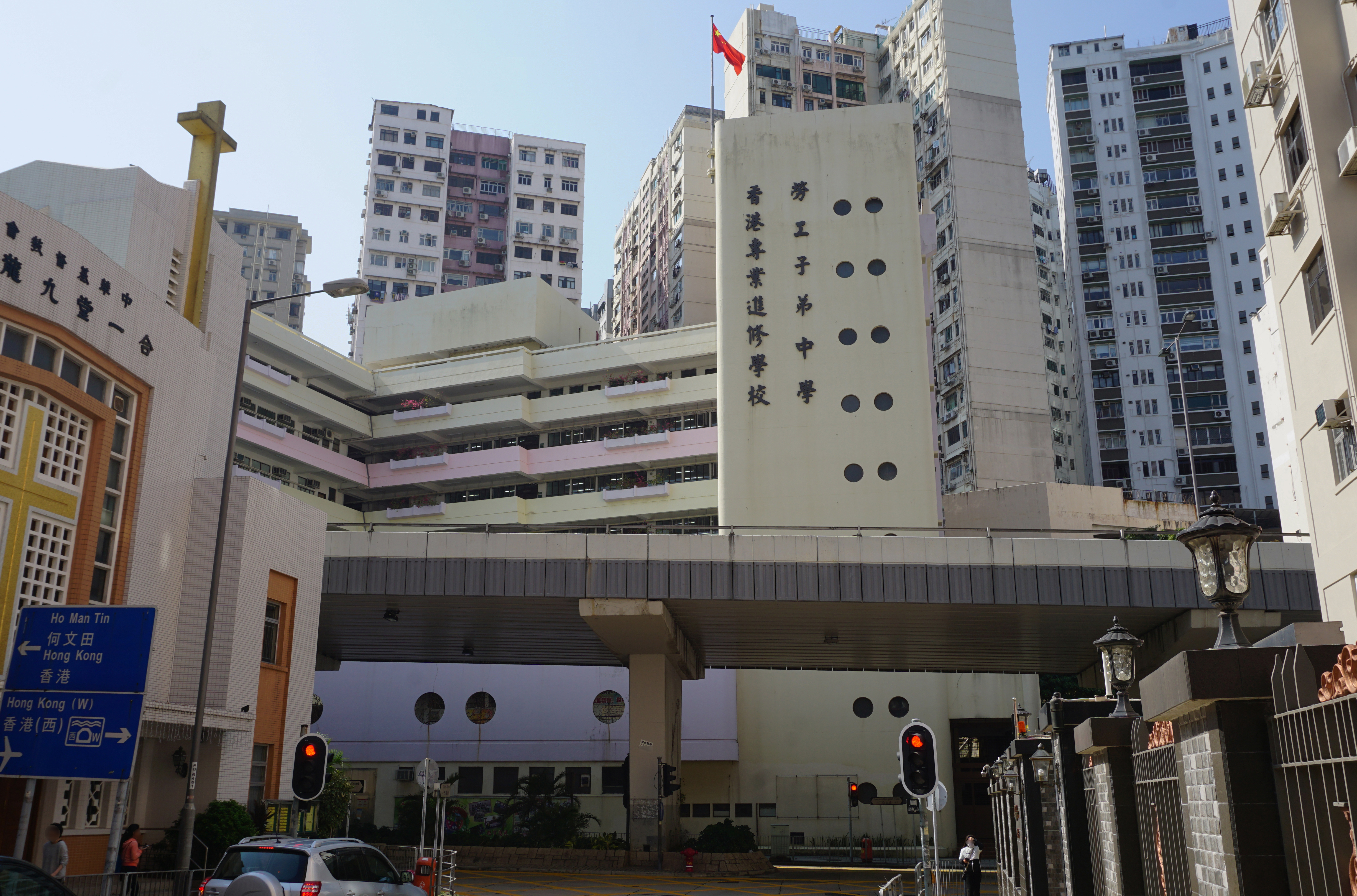
校名更改前的勞工子弟中學

創知中學（原名：旺角勞工子弟學校，簡稱「勞校」）的辦學團體是香港勞校教育機構。在1946年，由逾二十個工會合組而成的港九勞工教育促進會，即香港勞校教育機構前身。創校時只有2名教師及83名學生，主要解決工人子弟的嚴重失學問題。後在1947年至1949年間辦學團體接連創立十二所勞工子弟學校；但於1949年因政府要求強制解散學校，所以把學校數目減至5所。直至1950年因被迫遷而遷至公主道現址。現時校舍於1951年4月落成，並舉行開幕典禮。分別在1961年及1975年開辦初中及高中課程。
到了1981年10月，辦學團體與港英政府簽了用地合約，分階段改建旺角校舍。翌年把合共五所勞工子弟學校合併成旺角勞工子弟學校。旺角勞工子弟學校於1984年改辦一年制大學預科課程，1992年才增辦兩年制。隨著學校發展穩定，校方於1991年開始參與直接資助計劃。此前，學校一直收取低廉的學費。而學校創校初期至2000年代前後，一直都在同一校舍設有小學部。在1985年，小學部先改行全日制，再於2001年遷址秀茂坪邨，並易名「秀明小學」至今，成為一所獨立運作的小學，但此校仍保留15%中一學額予該校小六畢業生。至於夜校部，則早在1957年成立，1987年獨立發展成一所專門學校，命名為「香港專業進修學校」（港專）。
旺角勞工子弟學校於2005年9月易名「勞工子弟中學」。及後在2018年，校方有見所取錄的學生已不再限於勞工階級，因此決定將中英文校名分別改為「創知中學」及Scientia Secondary School。目前，該校與貴州貴陽第十八中學以及浙江台州椒江第五中學結為姊妹學校。
2020年9月起，該校於各科陸續新增國家安全教育元素，並改革初中生活與社會科配合。該校亦設憲法教室，仿效法庭環境，以利《中華人民共和國憲法》、《香港基本法》與《港區國安法》之教學。

## 校政管理

### 歷任校監
- 1946年至1955年：施玉麒 先生[10]
- 1955年至1976年：麥逢德 先生[11]
- 1976年至1988年：潘江偉 先生[10]
- 1988年至2004年：黃永剛 先生[10]
- 2004年至2016年：陳婉嫻 女士[12]
- 2016年至2024年：齊忠森 先生[13]
- 2024年至今：周文港先生

### 歷任校長
- 1947年至1949年：李淑明 女士[10]
- 1949年至1950年：謝振有 先生[14][15]
- 1950年至1979年：鄒劍卿 女士[16]
- 1979年至1988年：黃永剛 先生[10]
- 1988年至2001年：譚國雄 先生[10]
- 2001年至2016年：齊忠森 先生[10]
- 2016年至今：黃晶榕 先生[17]

### 歷任副校長
- ？至2012年：鄧麗霞 女士[18]
- 2011年至2016年：黃晶榕先生[19]
- 2013年至2018年：鄧耀南先生[20]
- 2018年至2023年：盧世威先生
- 2018年至今：黃麗燕女士
- 2023年至今：楊明佳先生
- 2023年至今：李偉亮先生[21]

## 辦學宗旨
該校旨在為基層學生提供優質而均等的全人教育，注重學生德、智、體、群、美五育的發展，並著力培養學生愛黨愛國愛港的觀念與情懷。

## 取景
- 香港電影《二次人生》

## 著名/傑出校友
- 黎文卓：無綫電視編劇、香港有線電視監製[23]
- 莊澄：寰亞綜藝集團副主席兼行政總裁[24]
- 夏韶聲：香港男藝人（只讀中一後輟學）
- 黎漢持：香港已故男演員[25]
- 蔡若蓮，JP（1979年小六）：教育局局長，前教育局副局長[26]
- 王國興，BBS，MH：前立法會議員（香港島）、前東區區議會議員（小一至中五）[27][28]
- 羅叔清，BBS，JP：前臨時立法會議員、港區全國人大代表[29]
- 楊位醒，MH（1964年小六）：前東區區議會委任區議員、香港餐務管理協會主席[26]
- 高寶齡，SBS，MH，JP（1962年中六）：前港區人大代表、油尖旺區議會委任議員兼副主席[26]
- 葉偉明，MH（1985年中七）：前立法會議員（勞工界）、香港工會聯合會權益委員會副主任[26]
- 李德康，BBS，MH，JP（1969年畢業）：前黃大仙區議會主席[26]
- 陳有海，BBS，MH，JP：屯門區議會主席兼景興區議員[2]
- 李達仁，BBS，MH：已故前黃大仙區新蒲崗區議員[30]
- 陳靄群，MH（1965年畢業）：前東區小西灣區議員[2]
- 陳國旗，BBS，JP（1966年畢業）：前西貢區議會副主席[2]
- 王煥珍：陝西省政協委員[24]
- 江威揚：油尖旺社團聯會主席、九龍社團聯會副理事長[24]
- 林文輝，BBS：前黃大仙區議員[24]
- 鄧焯謙：前元朗區議員[31]
- 羅光強：前沙田區富龍區議員
- 姚柏良，MH（1994年中七）：立法會議員（旅遊界）、前觀塘區議員[2]
- 鄧咏駿（1996年中五）：前觀塘區議員[26]
- 官東榮：前屯門區議員
- 曹潔凝：女子福建籃球代表隊成員[32]
- 文裕明：荃灣石圍角區議員[2]
- 何毅淦：前柴灣杏花邨區議員[2]
- 張琪騰：前觀塘油塘東區議員[2]
- 王紹爾（1968年中三）：前香港臨時立法會議員[2]
- 李蓮：前九龍城馬頭角區議員[33]
- 馮美雲：前觀塘翠屏區議員[30]
- 馮錦源：前觀塘樂華北區議員[30]
- 鄭柏強：前荃灣海濱區參選人[30]
- 盧慧蘭：前葵青區祖堯區議員[30]
- 蘇愛群：前屯門蝴蝶區議員[30]

## 外部参考
- 官方网站